# 株式買取相談センター
株式買取相談センターは、東京・大阪のオフィスを拠点に全国の非上場会社の少数株主を対象とした、株式買取相談および手続に必要な情報提供サービス、所有株式の簡易査定、所有株式の資金化に係わる助言を行っている。

## 概要
株式買取相談センターの運営会社である株式会社喜望大地（きぼうだいち）は、事業再生や事業継承、M&A、資金調達、会社再建、ベンチャー育成などの経営コンサルティング事業、セミナー開催を行っているため、そのノウハウを活かした事業展開をしている。

## 沿革
- 2019年（令和元年） 5月1日- 大阪市北区に「株式買取相談センター」開設

## 事業所
- 大阪センター
- 東京センター